# Preventiva
Preventiva podrazumijeva sve postupke koje činimo da bismo smanjili statističku vjerojatnost nastanka nekog događaja utjecajem na uzrok, a prije nego na bilo kakav način možemo utvrditi da se događaj već počeo događati.
Najčešće se koristi u medicini, ali i u drugim dijelovima ljudske djelatnosti.
Srodan termin je interceptiva.
- Primjer 1: Ako postavljamo kacigu na glavu za vrijeme vožnje motociklom to činimo iako se našoj glavi možda nikada ništa nije dogodilo, ali zbog toga što je statistički evidentno da ako i nastane nesretan događaj, posljedice su s kacigom znatno manje ili ih nema. To se zove preventiva.

- Primjer 2: Ako je čovjek bez kacige pao s motora i ozlijedio glavu, na licu mjesta se postavlja zaštitni kruti povez oko vrata koji će vjerojatno spriječiti daljnje ozljede iako možemo pretpostavljati da su se u određenoj mjeri već dogodile. To je interceptiva.